# Notaulites kivuensis
Notaulites kivuensis är en stekelart som beskrevs av Pierre L. G. Benoit 1952. Notaulites kivuensis ingår i släktet Notaulites och familjen brokparasitsteklar. Inga underarter finns listade i Catalogue of Life.